# Nama (genre)
Pour les articles homonymes, voir Nama.
Genre
Nama est un genre de plantes de la famille des Hydrophyllaceae, des Boraginaceae ou des Namaceae selon les classifications.

## Liste d'espèces
Selon ITIS :
- Nama aretioides (Hook. et Arn.) Brand
- Nama arizonicum Bacon
- Nama californicum (Gray) Bacon
- Nama carnosum (Woot.) C.L. Hitchc.
- Nama demissum Gray
- Nama densum J.G. Lemmon
- Nama depressum J.G. et S.A. Lemmon ex Gray
- Nama dichotomum (Ruiz et Pavón) Choisy
- Nama harvardii Gray
- Nama havardii Gray
- Nama hispidum (en) Gray
- Nama jamaicense L.
- Nama lobbii Gray
- Nama macranthum (Choisy) Brand
- Nama parvifolium (Torr.) Greenm.
- Nama pusillum J.G. et S.A. Lemmon ex Gray
- Nama retrorsum J.T. Howell
- Nama rothrockii Gray
- Nama sandwicense Gray
- Nama sandwicese Gray
- Nama serpylloides Gray ex Hemsl.
- Nama stenocarpum Gray
- Nama stenophyllum Gray ex Hemsl.
- Nama stevensi C. Hitchcock
- Nama stevensii C.L. Hitchc.
- Nama torynophyllum Greenm.
- Nama undulatum Kunth
- Nama xylopodum (Woot. et Standl.) C.L. Hitchc.